# 美胄小丽螺
美胄小丽螺（学名：Ganesella lepidostola）为坚齿螺科小丽螺属的动物，是中国的特有物种。分布于四川、湖北、长江流域、大渡河一带等地，生活环境为陆地，一般生活于山区潮湿的谷地和山坡丘陵地带灌木丛、草丛中、落叶、以及农田、公园潮湿的草丛中、石块下以及多腐殖质的地方。